# Midgardschlange

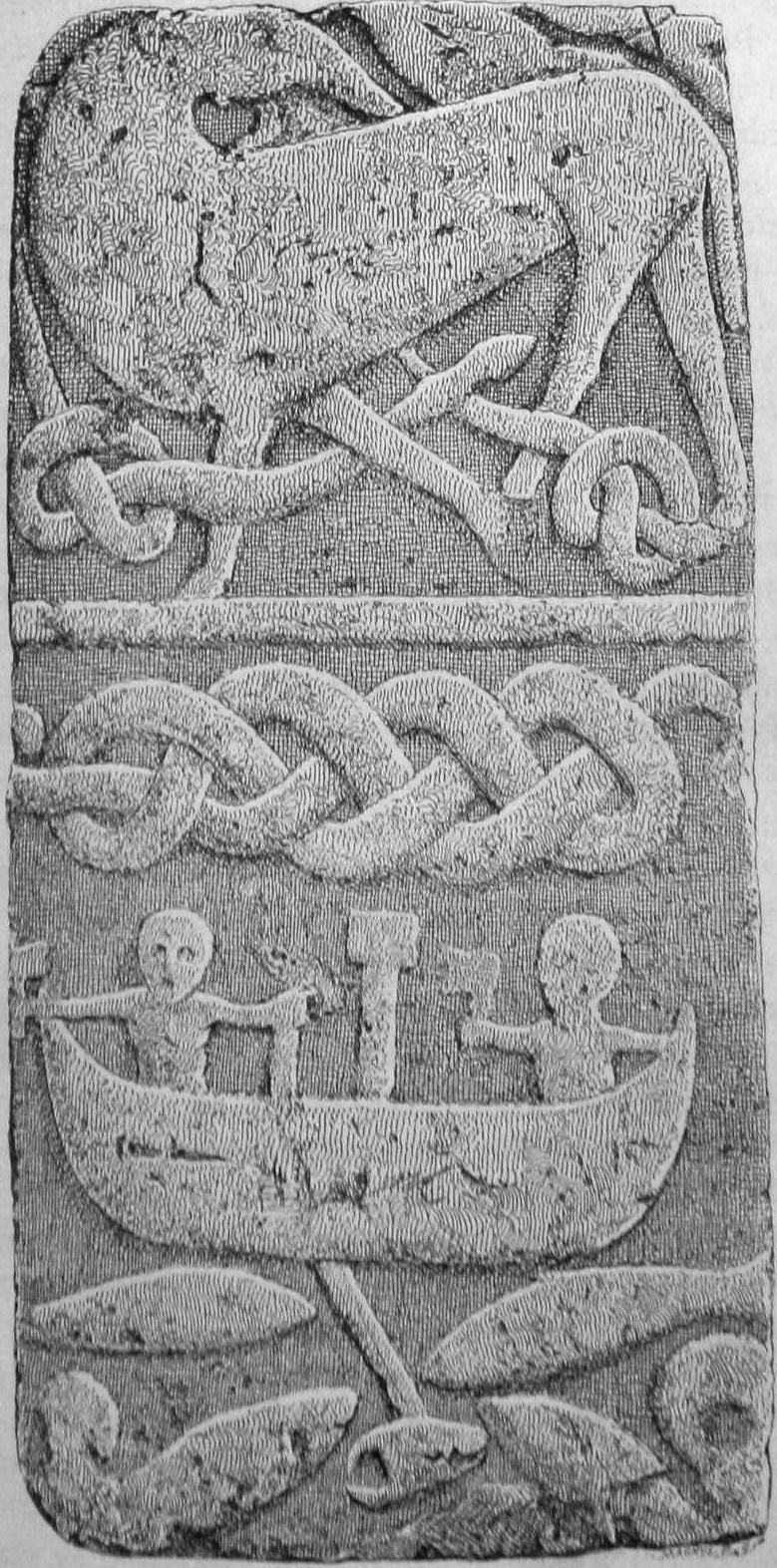
Die Gosforthplatte – geschätzt 10. Jh. – mit der mythischen Abbildung von Thors „Fischzug“ beziehungsweise dessen Kampf mit der Midgardschlange

Die Midgardschlange (Weltenschlange) (altnordisch Miðgarðsormr; auch Jörmungandr) ist in der germanischen Mythologie eine die Welt (Midgard) umspannende Seeschlange, die im Ur-Ozean lebt. Wie Hel und der Fenriswolf wurde auch sie von Loki mit der Riesin Angrboda gezeugt und gehört damit zu den drei germanischen Weltfeinden. Thor begegnet ihr dreimal und tritt zweimal an, sie zu vernichten.

## Etymologie

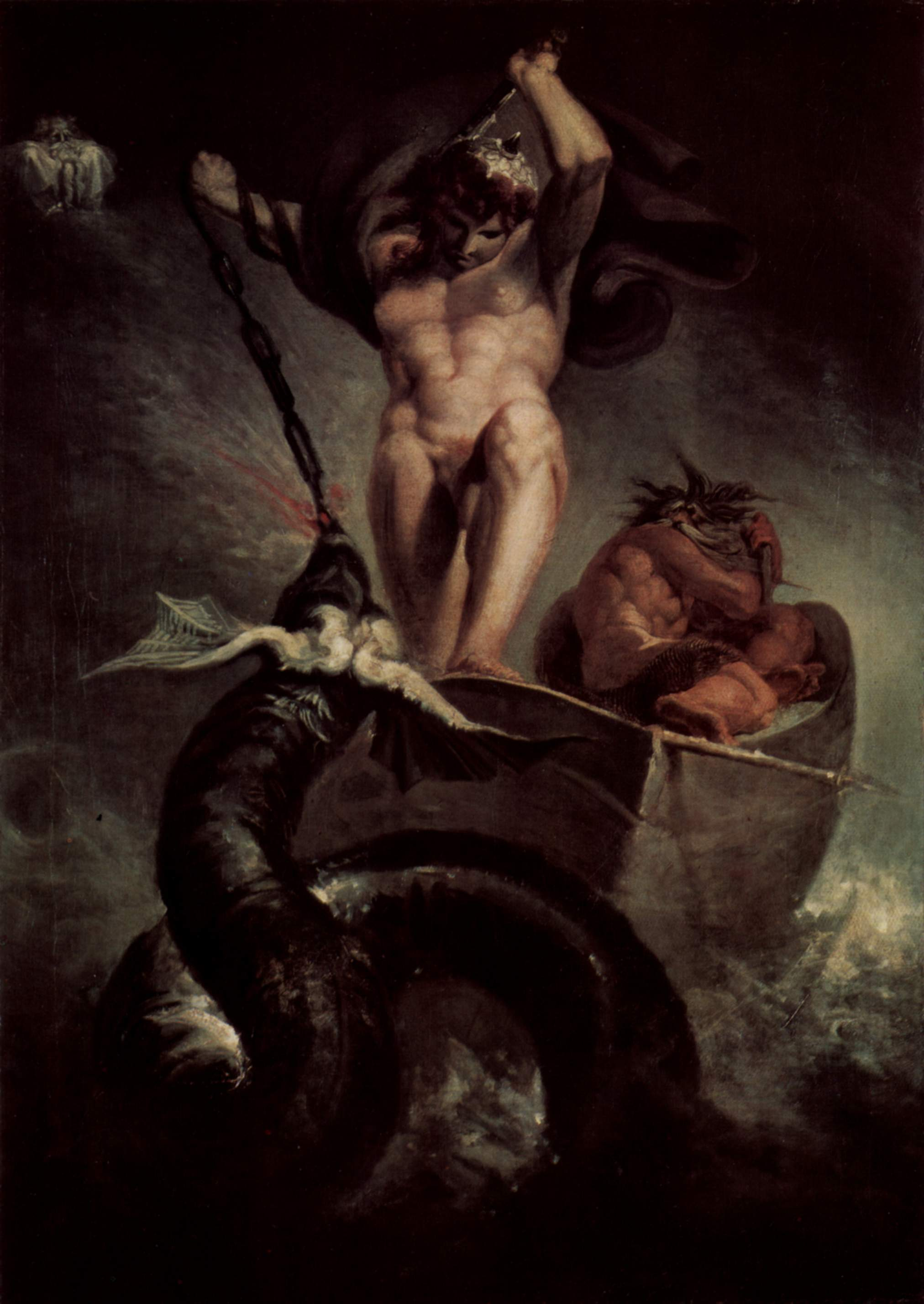
Der Kampf des Thor mit der Schlange des Midgard, Johann Heinrich Füssli, 1788

Der Name Midgardschlange ist in den Eddaliedern und durch die Skalden nicht überliefert. Dort wird von Jörmungandr („Erden-Zauberstab“ – eine Kenning für „gewaltiges Ungeheuer“), Ormr oder Naðr (Schlange, Drache) gesprochen. Das Lexem „Jörmunr“ (der Gewaltige) wird in den Thulur auch als Kenning für Odin verwendet.

## Geschichten

### Thors Fischzug
Im zur Liederedda zählenden „Lied von Hymir“ (Hymiskviða) wird der Mythos von „Thors Fischzug“ geschildert, bei dem er zusammen mit dem widerstrebenden Riesen Hymir hinausrudert, um Fische zu fangen, weil sein ungezügelter Appetit die Speisekammer Hymirs vorzeitig geleert hat. Zuvor reißt Thor einem der Stiere Hymirs den Kopf vom Leib, um ihn als Köder an die Leine seiner Angel zu binden. Schließlich beißt die Midgardschlange an, und es gelingt Thor, sie aus dem Wasser zu ziehen, wo er sie mit einem Hieb seines magischen Hammers Mjölnir erschlagen will. Hymir jedoch kappt beim Anblick der Midgardschlange die Leine, sodass er dem Biest die Flucht ermöglicht. Thor schleudert ihr zwar noch seinen Hammer nach, der Ausgang der Auseinandersetzung bleibt aber offen. Der Edda nach kommen Thor und Hymir beide vom Fischzug zurück, in der Prosa-Edda erschlägt Thor aus Wut den Hymir und kehrt alleine an Land zurück.

### Thor und die Katze
Während seines Aufenthalts in Utgard trifft Thor die Midgardschlange, die der Riesenkönig Utgardloki mit Hilfe von Zauberei als riesige Katze getarnt hat, ein zweites Mal. In einem Wettstreit wird Thor unter anderem die Aufgabe gestellt, die gewaltige Katze zu heben, um seine Stärke zu beweisen. Thor gelingt es nicht, die monströse Kreatur vollständig hochzuheben, aber er kann sie so weit emporstemmen, dass sie mit einem Bein den Boden verlässt. Als Utgardloki später das Trugbild auflöst, zeigt er sich von Thors Stärke beeindruckt.

### Ragnarök – die letzte Schlacht
Die Midgardschlange wird auch Weltenschlange genannt, weil sie sich in ihren eigenen Schwanz beißt und so einen geschlossenen Kreis um die Welt bildet. Wenn sie ihren Schwanz loslässt, beginnt der Weltenbrand, Ragnarök. Dabei trifft Thor zum dritten und letzten Mal auf die Schlange, die den Ozean verlässt, um den Himmel zu vergiften. Er erschlägt sie mit Mjölnir, seinem Hammer, kann aber nur neun Schritte zurückweichen, bevor er an ihrem Gift stirbt.